# 蒙塔庫特府邸
蒙塔庫特府邸（英語：Montacute House）是位於英國南森麻實城鎮蒙塔庫特的一座伊麗莎白時期的莊園建築。現在蒙塔庫特府邸由國家名勝古蹟信託的經費維持運營管理。蒙塔庫特府邸的建築和花園多次用來拍攝電影和電視劇。蒙塔庫特府邸是一座傳統英式建築的代表作，自竣工以來很少有變化，現在蒙塔庫特府邸是一座英國一級保護建築。2013年，有125,442人參觀了這裡。

## 外部連結
- Montacute House information at the National Trust （页面存档备份，存于）
- Montacute House Garden – information on garden history （页面存档备份，存于）
- Photographs and Information from Strolling Guides （页面存档备份，存于）
- Flickr photos tagged Montacute
- Photos of Montacute House and surrounding area on geograph （页面存档备份，存于）
- Part of a series of aerial photos from July 1930 of Montacute House and estate （页面存档备份，存于）